# Hainan (Wuhai)
Hainan (chiń. 海南区; pinyin Hǎinán Qū) – dzielnica w prefekturze miejskiej Wuhai, w północnych Chinach, w regionie autonomicznym Mongolia Wewnętrzna. W 2010 roku liczba mieszkańców dzielnicy wynosiła 117 695.